# 名古屋経済大学高蔵高等学校・中学校
名古屋経済大学高蔵高等学校・中学校（なごやけいざいだいがくたかくらこうとうがっこう・ちゅうがっこう）は、愛知県名古屋市瑞穂区高田町三丁目にある私立高等学校・中学校。

## 沿革
- 1925年（大正14年） - 私立名古屋女子商業学校の姉妹校として私立名古屋第二女子商業学校創立。
- 1947年（昭和22年） - 学制改革で若竹中学校を設立。
- 1948年（昭和23年） - 高蔵女子商業高等学校を設立、若竹中学校を高蔵中学校と改称。
- 1958年（昭和33年） - 東海財務局より熱田区六野の敷地を取得。
- 1972年（昭和47年） - 高蔵女子商業高等学校・高蔵中学校を市邨学園高蔵高等学校・中学校と改称。
- 1986年（昭和61年） - 高蔵高等学校・中学校と改称。
- 2002年（平成14年） - 名古屋経済大学高蔵高等学校・中学校と改称、男女共学化。
- 2006年（平成18年） - 愛知県立大学跡の現校地に移転、跡地には超高層マンション「ザ・ライオンズ ミッドキャピタルタワー」が建設された。

## 学科・コース（高等学校）
普通科
- 特進コース
- 一般コース
  - 文系クラス
  - 理系クラス

商業科
- 商業コース

## 学校行事

### 前期
4月
入学式、始業式、新入生オリエンテーション、体力テスト
5月
オリエンテーション合宿（高1）
6月
修学旅行（中3）、研修旅行（高3）
7月
中学弁論大会、終業式
9月
体育祭

### 後期
10月
扇祭（文化祭）
11月
修学旅行（高2）
12月
百人一首カルタ大会、冬季祭（中学）、終業式
1月
始業式、サロンベール（中高総合美術展）
2月
卒業式（高3）
3月
終業式、卒業式（中3）

## 部活動

### 運動部
- ダンス
- 卓球（女子のみ）
- バスケットボール
- バレーボール
- バドミントン
- テニス
- ソフトテニス
- 陸上競技
- 合気道
- ハンドボール
- サッカー
- 野球
- 柔道
- バトントワリング

### 文化部
- 珠算（高校のみ）
- 吹奏楽
- 書道
- 写真
- 美術
- 合唱
- 囲碁同好会
- 将棋
- 理科
- English Club
- 漫画研究同好会
- 歴史研究
- 茶道
- 演劇
- 軽音楽
- 放送
- 家政（高校のみ）
- 手芸
- 簿記
- 箏曲
- カラーガード
- テーブルゲーム同好会
- ペン習字同好会
- 鉄道同好会

### カラーガード部
1983年（昭和58年）設立。吹奏楽部の一活動ではなく単独で活動を行うのは珍しく、愛知県内の数校のうちの一つ。年一回の定期公演のほか、一宮七夕まつりなどの催しに招聘されることもある。

## 交通手段
- 名古屋市営地下鉄桜通線 桜山駅から徒歩で約10分。
- 名古屋市営バスの場合、「博物館」「雁道」「滝子」の各停留所からアクセス可能。

## 主な卒業生
- 岡田麻央 - 高校卒業。3x3選手、元バスケットボール選手
- 鈴木明子 - フィギュアスケート選手
- 堀江しのぶ - タレント、女優、歌手
- 松元恵美 - 高校卒業。ミュージカル俳優
- 矢野きよ実 - ラジオパーソナリティ、タレント

## 主な教職員
- 酒井弘樹 - 国語教員。元プロ野球選手。在籍時は野球部監督。のちに名古屋経済大学、名古屋経済大学市邨中学校・高等学校に移動